# Paulo Rangel (escritor)
Paulo Celso Nogueira Rangel (Rio de Janeiro, 15 de outubro de 1931 — 19 de novembro de 1996) foi um escritor e advogado brasileiro.
Era irmão do teatrólogo Flávio Rangel. Trabalhou também como comerciário, industriário, bancário, aeroviário e ator.
Seu romance de estreia, A Verdade, ficou em quarto lugar (empatado com dois outros romances) no II Prêmio Walmap de Literatura de 1967.